# اچ‌ام‌اس افری (پی۴۲۱)
اچ‌ام‌اس افری (پی۴۲۱) (به انگلیسی: HMS Affray (P421)) یک زیردریایی بود که طول آن ۲۸۱ فوت ۹ اینچ (۸۵٫۸۸ متر) بود. این زیردریایی در سال ۱۹۴۴ ساخته شد.